# Jardim Magnólia (Patos)
Jardim Magnólia é um bairro brasileiro da cidade de Patos, estado da Paraíba. De acordo com o Instituto Brasileiro de Geografia e Estatística (IBGE), a população em 2010 foi de 376 habitantes, sendo 199 homens e 177 mulheres.
No bairro está encravado os seguintes loteamentos: Loteamento Jardim Magnólia, Loteamento Bairro das Nações, Loteamento Jardim Bela Vista (Quadras 76, 97, 111, 122, 123, 124, 126, 127, 128, 129, 131, 132, 133, 134, 136, 138, 140, 141, 142, 143, 144, 145 e 152) e Loteamento Jardim Europa (Quadras 30, 37, 38, 39, 40, 41, 42 e 43).
Os limites do bairro são os seguintes: ao norte - propriedades rurais; ao leste - margens do Rio Espinharas; ao sul - Rodovia BR-230; e ao oeste - Distrito Industrial. A localidade margeia a BR 230, a terceira maior rodovia do Brasil, com 4 223 km de comprimento.

## Histórico
A área do atual Jardim Magnólia é originária de um loteamento com o mesmo nome, cujas terras era do propritário Zé Luiz, pai adotivo de Magnólia, que depois foi transformado em bairro. Ele foi também foi proprietário da Farmácia Nossa Senhora Aparecida, em Patos, e hoje, depois de aposentado, continua residindo na mesma cidade.
A área urbana teve sua denominação oficializada em 6 de junho de 2016, através da Lei nº 4.806/2016, no período da então prefeita Francisca Motta.

### Magnólia Alves de Oliveira
O nome do bairro é uma homenagem à Magnólia Alves de Oliveira, nascida em Catolé do Rocha, em 30 de maio de 1962, filha de Raimunda Maria da Conceição (Neném) e seu primeiro esposo. Dona Neném casou-se 2ª vez com José Luiz Gomes (Zé Luiz), e este adotou Magnólia como filha, dedicando-lhe grande estima. Magnólia faleceu em 4 de abril de de 1980, solteira.